# Peons doblats
|   | a | b | c | d | e | f | g | h |   |
| 8 | h6 negres peó · b5 blanques peó · e5 blanques peó · h5 blanques peó · b4 blanques peó · c4 blanques peó · g4 blanques peó · e3 blanques peó | h6 negres peó · b5 blanques peó · e5 blanques peó · h5 blanques peó · b4 blanques peó · c4 blanques peó · g4 blanques peó · e3 blanques peó | h6 negres peó · b5 blanques peó · e5 blanques peó · h5 blanques peó · b4 blanques peó · c4 blanques peó · g4 blanques peó · e3 blanques peó | h6 negres peó · b5 blanques peó · e5 blanques peó · h5 blanques peó · b4 blanques peó · c4 blanques peó · g4 blanques peó · e3 blanques peó | h6 negres peó · b5 blanques peó · e5 blanques peó · h5 blanques peó · b4 blanques peó · c4 blanques peó · g4 blanques peó · e3 blanques peó | h6 negres peó · b5 blanques peó · e5 blanques peó · h5 blanques peó · b4 blanques peó · c4 blanques peó · g4 blanques peó · e3 blanques peó | h6 negres peó · b5 blanques peó · e5 blanques peó · h5 blanques peó · b4 blanques peó · c4 blanques peó · g4 blanques peó · e3 blanques peó | h6 negres peó · b5 blanques peó · e5 blanques peó · h5 blanques peó · b4 blanques peó · c4 blanques peó · g4 blanques peó · e3 blanques peó | 8 |
| 7 | h6 negres peó · b5 blanques peó · e5 blanques peó · h5 blanques peó · b4 blanques peó · c4 blanques peó · g4 blanques peó · e3 blanques peó | h6 negres peó · b5 blanques peó · e5 blanques peó · h5 blanques peó · b4 blanques peó · c4 blanques peó · g4 blanques peó · e3 blanques peó | h6 negres peó · b5 blanques peó · e5 blanques peó · h5 blanques peó · b4 blanques peó · c4 blanques peó · g4 blanques peó · e3 blanques peó | h6 negres peó · b5 blanques peó · e5 blanques peó · h5 blanques peó · b4 blanques peó · c4 blanques peó · g4 blanques peó · e3 blanques peó | h6 negres peó · b5 blanques peó · e5 blanques peó · h5 blanques peó · b4 blanques peó · c4 blanques peó · g4 blanques peó · e3 blanques peó | h6 negres peó · b5 blanques peó · e5 blanques peó · h5 blanques peó · b4 blanques peó · c4 blanques peó · g4 blanques peó · e3 blanques peó | h6 negres peó · b5 blanques peó · e5 blanques peó · h5 blanques peó · b4 blanques peó · c4 blanques peó · g4 blanques peó · e3 blanques peó | h6 negres peó · b5 blanques peó · e5 blanques peó · h5 blanques peó · b4 blanques peó · c4 blanques peó · g4 blanques peó · e3 blanques peó | 7 |
| 6 | h6 negres peó · b5 blanques peó · e5 blanques peó · h5 blanques peó · b4 blanques peó · c4 blanques peó · g4 blanques peó · e3 blanques peó | h6 negres peó · b5 blanques peó · e5 blanques peó · h5 blanques peó · b4 blanques peó · c4 blanques peó · g4 blanques peó · e3 blanques peó | h6 negres peó · b5 blanques peó · e5 blanques peó · h5 blanques peó · b4 blanques peó · c4 blanques peó · g4 blanques peó · e3 blanques peó | h6 negres peó · b5 blanques peó · e5 blanques peó · h5 blanques peó · b4 blanques peó · c4 blanques peó · g4 blanques peó · e3 blanques peó | h6 negres peó · b5 blanques peó · e5 blanques peó · h5 blanques peó · b4 blanques peó · c4 blanques peó · g4 blanques peó · e3 blanques peó | h6 negres peó · b5 blanques peó · e5 blanques peó · h5 blanques peó · b4 blanques peó · c4 blanques peó · g4 blanques peó · e3 blanques peó | h6 negres peó · b5 blanques peó · e5 blanques peó · h5 blanques peó · b4 blanques peó · c4 blanques peó · g4 blanques peó · e3 blanques peó | h6 negres peó · b5 blanques peó · e5 blanques peó · h5 blanques peó · b4 blanques peó · c4 blanques peó · g4 blanques peó · e3 blanques peó | 6 |
| 5 | h6 negres peó · b5 blanques peó · e5 blanques peó · h5 blanques peó · b4 blanques peó · c4 blanques peó · g4 blanques peó · e3 blanques peó | h6 negres peó · b5 blanques peó · e5 blanques peó · h5 blanques peó · b4 blanques peó · c4 blanques peó · g4 blanques peó · e3 blanques peó | h6 negres peó · b5 blanques peó · e5 blanques peó · h5 blanques peó · b4 blanques peó · c4 blanques peó · g4 blanques peó · e3 blanques peó | h6 negres peó · b5 blanques peó · e5 blanques peó · h5 blanques peó · b4 blanques peó · c4 blanques peó · g4 blanques peó · e3 blanques peó | h6 negres peó · b5 blanques peó · e5 blanques peó · h5 blanques peó · b4 blanques peó · c4 blanques peó · g4 blanques peó · e3 blanques peó | h6 negres peó · b5 blanques peó · e5 blanques peó · h5 blanques peó · b4 blanques peó · c4 blanques peó · g4 blanques peó · e3 blanques peó | h6 negres peó · b5 blanques peó · e5 blanques peó · h5 blanques peó · b4 blanques peó · c4 blanques peó · g4 blanques peó · e3 blanques peó | h6 negres peó · b5 blanques peó · e5 blanques peó · h5 blanques peó · b4 blanques peó · c4 blanques peó · g4 blanques peó · e3 blanques peó | 5 |
| 4 | h6 negres peó · b5 blanques peó · e5 blanques peó · h5 blanques peó · b4 blanques peó · c4 blanques peó · g4 blanques peó · e3 blanques peó | h6 negres peó · b5 blanques peó · e5 blanques peó · h5 blanques peó · b4 blanques peó · c4 blanques peó · g4 blanques peó · e3 blanques peó | h6 negres peó · b5 blanques peó · e5 blanques peó · h5 blanques peó · b4 blanques peó · c4 blanques peó · g4 blanques peó · e3 blanques peó | h6 negres peó · b5 blanques peó · e5 blanques peó · h5 blanques peó · b4 blanques peó · c4 blanques peó · g4 blanques peó · e3 blanques peó | h6 negres peó · b5 blanques peó · e5 blanques peó · h5 blanques peó · b4 blanques peó · c4 blanques peó · g4 blanques peó · e3 blanques peó | h6 negres peó · b5 blanques peó · e5 blanques peó · h5 blanques peó · b4 blanques peó · c4 blanques peó · g4 blanques peó · e3 blanques peó | h6 negres peó · b5 blanques peó · e5 blanques peó · h5 blanques peó · b4 blanques peó · c4 blanques peó · g4 blanques peó · e3 blanques peó | h6 negres peó · b5 blanques peó · e5 blanques peó · h5 blanques peó · b4 blanques peó · c4 blanques peó · g4 blanques peó · e3 blanques peó | 4 |
| 3 | h6 negres peó · b5 blanques peó · e5 blanques peó · h5 blanques peó · b4 blanques peó · c4 blanques peó · g4 blanques peó · e3 blanques peó | h6 negres peó · b5 blanques peó · e5 blanques peó · h5 blanques peó · b4 blanques peó · c4 blanques peó · g4 blanques peó · e3 blanques peó | h6 negres peó · b5 blanques peó · e5 blanques peó · h5 blanques peó · b4 blanques peó · c4 blanques peó · g4 blanques peó · e3 blanques peó | h6 negres peó · b5 blanques peó · e5 blanques peó · h5 blanques peó · b4 blanques peó · c4 blanques peó · g4 blanques peó · e3 blanques peó | h6 negres peó · b5 blanques peó · e5 blanques peó · h5 blanques peó · b4 blanques peó · c4 blanques peó · g4 blanques peó · e3 blanques peó | h6 negres peó · b5 blanques peó · e5 blanques peó · h5 blanques peó · b4 blanques peó · c4 blanques peó · g4 blanques peó · e3 blanques peó | h6 negres peó · b5 blanques peó · e5 blanques peó · h5 blanques peó · b4 blanques peó · c4 blanques peó · g4 blanques peó · e3 blanques peó | h6 negres peó · b5 blanques peó · e5 blanques peó · h5 blanques peó · b4 blanques peó · c4 blanques peó · g4 blanques peó · e3 blanques peó | 3 |
| 2 | h6 negres peó · b5 blanques peó · e5 blanques peó · h5 blanques peó · b4 blanques peó · c4 blanques peó · g4 blanques peó · e3 blanques peó | h6 negres peó · b5 blanques peó · e5 blanques peó · h5 blanques peó · b4 blanques peó · c4 blanques peó · g4 blanques peó · e3 blanques peó | h6 negres peó · b5 blanques peó · e5 blanques peó · h5 blanques peó · b4 blanques peó · c4 blanques peó · g4 blanques peó · e3 blanques peó | h6 negres peó · b5 blanques peó · e5 blanques peó · h5 blanques peó · b4 blanques peó · c4 blanques peó · g4 blanques peó · e3 blanques peó | h6 negres peó · b5 blanques peó · e5 blanques peó · h5 blanques peó · b4 blanques peó · c4 blanques peó · g4 blanques peó · e3 blanques peó | h6 negres peó · b5 blanques peó · e5 blanques peó · h5 blanques peó · b4 blanques peó · c4 blanques peó · g4 blanques peó · e3 blanques peó | h6 negres peó · b5 blanques peó · e5 blanques peó · h5 blanques peó · b4 blanques peó · c4 blanques peó · g4 blanques peó · e3 blanques peó | h6 negres peó · b5 blanques peó · e5 blanques peó · h5 blanques peó · b4 blanques peó · c4 blanques peó · g4 blanques peó · e3 blanques peó | 2 |
| 1 | h6 negres peó · b5 blanques peó · e5 blanques peó · h5 blanques peó · b4 blanques peó · c4 blanques peó · g4 blanques peó · e3 blanques peó | h6 negres peó · b5 blanques peó · e5 blanques peó · h5 blanques peó · b4 blanques peó · c4 blanques peó · g4 blanques peó · e3 blanques peó | h6 negres peó · b5 blanques peó · e5 blanques peó · h5 blanques peó · b4 blanques peó · c4 blanques peó · g4 blanques peó · e3 blanques peó | h6 negres peó · b5 blanques peó · e5 blanques peó · h5 blanques peó · b4 blanques peó · c4 blanques peó · g4 blanques peó · e3 blanques peó | h6 negres peó · b5 blanques peó · e5 blanques peó · h5 blanques peó · b4 blanques peó · c4 blanques peó · g4 blanques peó · e3 blanques peó | h6 negres peó · b5 blanques peó · e5 blanques peó · h5 blanques peó · b4 blanques peó · c4 blanques peó · g4 blanques peó · e3 blanques peó | h6 negres peó · b5 blanques peó · e5 blanques peó · h5 blanques peó · b4 blanques peó · c4 blanques peó · g4 blanques peó · e3 blanques peó | h6 negres peó · b5 blanques peó · e5 blanques peó · h5 blanques peó · b4 blanques peó · c4 blanques peó · g4 blanques peó · e3 blanques peó | 1 |
|   | a | b | c | d | e | f | g | h |   |

En escacs, els peons doblats són dos o més peons del mateix color que es troben a la mateixa columna. Els peons poden esdevenir doblats únicament quan un peó captura en una columna en què ja hi ha un altre peó del mateix bàndol. En el diagrama, els peons blancs de les columnes b i e estan doblats. Els peons a la columna e són peons doblats i aïllats.
En molts casos, els peons doblats es consideren una debilitat a causa de la seva impossibilitat de defensar-se els uns als altres. Aquesta incapacitat, de fet, fa més difícil aconseguir avançar-los per poder crear un peó passat (freqüentment un factor decisiu en els finals). En el cas de peons doblats aïllats, aquests problemes s'agreugen. Diverses estratègies i obertures es basen a carregar l'oponent amb peons doblats, que són una debilitat estratègica.
Hi ha casos, però, en què acceptar peons doblats pot ser avantatjós perquè es pot obrir una columna per a una torre o perquè els peons doblats realitzen funcions importants, com ara defensar caselles clau. També, si l'oponent no pot atacar de forma efectiva els peons, la seva debilitat inherent pot ser de poca o cap importància. També hi ha diverses obertures que accepten peons doblats a canvi d'algun avantatge privilegiat, com en la "variant dels dos cavalls" de la defensa Alekhine.

## Peons triplicats i quadruplicats
|   | a | b | c | d | e | f | g | h |   |
| 8 | a8 negres torre · c8 negres alfil · e8 negres rei · h8 negres torre · e7 negres alfil · a6 negres peó · c6 negres peó · e6 negres peó · e5 negres peó · h5 negres peó · a4 negres dama · c4 blanques peó · e4 negres peó · b3 blanques torre · a2 blanques peó · d2 blanques dama · e2 blanques alfil · g2 blanques peó · h2 blanques peó · f1 blanques torre · g1 blanques rei | a8 negres torre · c8 negres alfil · e8 negres rei · h8 negres torre · e7 negres alfil · a6 negres peó · c6 negres peó · e6 negres peó · e5 negres peó · h5 negres peó · a4 negres dama · c4 blanques peó · e4 negres peó · b3 blanques torre · a2 blanques peó · d2 blanques dama · e2 blanques alfil · g2 blanques peó · h2 blanques peó · f1 blanques torre · g1 blanques rei | a8 negres torre · c8 negres alfil · e8 negres rei · h8 negres torre · e7 negres alfil · a6 negres peó · c6 negres peó · e6 negres peó · e5 negres peó · h5 negres peó · a4 negres dama · c4 blanques peó · e4 negres peó · b3 blanques torre · a2 blanques peó · d2 blanques dama · e2 blanques alfil · g2 blanques peó · h2 blanques peó · f1 blanques torre · g1 blanques rei | a8 negres torre · c8 negres alfil · e8 negres rei · h8 negres torre · e7 negres alfil · a6 negres peó · c6 negres peó · e6 negres peó · e5 negres peó · h5 negres peó · a4 negres dama · c4 blanques peó · e4 negres peó · b3 blanques torre · a2 blanques peó · d2 blanques dama · e2 blanques alfil · g2 blanques peó · h2 blanques peó · f1 blanques torre · g1 blanques rei | a8 negres torre · c8 negres alfil · e8 negres rei · h8 negres torre · e7 negres alfil · a6 negres peó · c6 negres peó · e6 negres peó · e5 negres peó · h5 negres peó · a4 negres dama · c4 blanques peó · e4 negres peó · b3 blanques torre · a2 blanques peó · d2 blanques dama · e2 blanques alfil · g2 blanques peó · h2 blanques peó · f1 blanques torre · g1 blanques rei | a8 negres torre · c8 negres alfil · e8 negres rei · h8 negres torre · e7 negres alfil · a6 negres peó · c6 negres peó · e6 negres peó · e5 negres peó · h5 negres peó · a4 negres dama · c4 blanques peó · e4 negres peó · b3 blanques torre · a2 blanques peó · d2 blanques dama · e2 blanques alfil · g2 blanques peó · h2 blanques peó · f1 blanques torre · g1 blanques rei | a8 negres torre · c8 negres alfil · e8 negres rei · h8 negres torre · e7 negres alfil · a6 negres peó · c6 negres peó · e6 negres peó · e5 negres peó · h5 negres peó · a4 negres dama · c4 blanques peó · e4 negres peó · b3 blanques torre · a2 blanques peó · d2 blanques dama · e2 blanques alfil · g2 blanques peó · h2 blanques peó · f1 blanques torre · g1 blanques rei | a8 negres torre · c8 negres alfil · e8 negres rei · h8 negres torre · e7 negres alfil · a6 negres peó · c6 negres peó · e6 negres peó · e5 negres peó · h5 negres peó · a4 negres dama · c4 blanques peó · e4 negres peó · b3 blanques torre · a2 blanques peó · d2 blanques dama · e2 blanques alfil · g2 blanques peó · h2 blanques peó · f1 blanques torre · g1 blanques rei | 8 |
| 7 | a8 negres torre · c8 negres alfil · e8 negres rei · h8 negres torre · e7 negres alfil · a6 negres peó · c6 negres peó · e6 negres peó · e5 negres peó · h5 negres peó · a4 negres dama · c4 blanques peó · e4 negres peó · b3 blanques torre · a2 blanques peó · d2 blanques dama · e2 blanques alfil · g2 blanques peó · h2 blanques peó · f1 blanques torre · g1 blanques rei | a8 negres torre · c8 negres alfil · e8 negres rei · h8 negres torre · e7 negres alfil · a6 negres peó · c6 negres peó · e6 negres peó · e5 negres peó · h5 negres peó · a4 negres dama · c4 blanques peó · e4 negres peó · b3 blanques torre · a2 blanques peó · d2 blanques dama · e2 blanques alfil · g2 blanques peó · h2 blanques peó · f1 blanques torre · g1 blanques rei | a8 negres torre · c8 negres alfil · e8 negres rei · h8 negres torre · e7 negres alfil · a6 negres peó · c6 negres peó · e6 negres peó · e5 negres peó · h5 negres peó · a4 negres dama · c4 blanques peó · e4 negres peó · b3 blanques torre · a2 blanques peó · d2 blanques dama · e2 blanques alfil · g2 blanques peó · h2 blanques peó · f1 blanques torre · g1 blanques rei | a8 negres torre · c8 negres alfil · e8 negres rei · h8 negres torre · e7 negres alfil · a6 negres peó · c6 negres peó · e6 negres peó · e5 negres peó · h5 negres peó · a4 negres dama · c4 blanques peó · e4 negres peó · b3 blanques torre · a2 blanques peó · d2 blanques dama · e2 blanques alfil · g2 blanques peó · h2 blanques peó · f1 blanques torre · g1 blanques rei | a8 negres torre · c8 negres alfil · e8 negres rei · h8 negres torre · e7 negres alfil · a6 negres peó · c6 negres peó · e6 negres peó · e5 negres peó · h5 negres peó · a4 negres dama · c4 blanques peó · e4 negres peó · b3 blanques torre · a2 blanques peó · d2 blanques dama · e2 blanques alfil · g2 blanques peó · h2 blanques peó · f1 blanques torre · g1 blanques rei | a8 negres torre · c8 negres alfil · e8 negres rei · h8 negres torre · e7 negres alfil · a6 negres peó · c6 negres peó · e6 negres peó · e5 negres peó · h5 negres peó · a4 negres dama · c4 blanques peó · e4 negres peó · b3 blanques torre · a2 blanques peó · d2 blanques dama · e2 blanques alfil · g2 blanques peó · h2 blanques peó · f1 blanques torre · g1 blanques rei | a8 negres torre · c8 negres alfil · e8 negres rei · h8 negres torre · e7 negres alfil · a6 negres peó · c6 negres peó · e6 negres peó · e5 negres peó · h5 negres peó · a4 negres dama · c4 blanques peó · e4 negres peó · b3 blanques torre · a2 blanques peó · d2 blanques dama · e2 blanques alfil · g2 blanques peó · h2 blanques peó · f1 blanques torre · g1 blanques rei | a8 negres torre · c8 negres alfil · e8 negres rei · h8 negres torre · e7 negres alfil · a6 negres peó · c6 negres peó · e6 negres peó · e5 negres peó · h5 negres peó · a4 negres dama · c4 blanques peó · e4 negres peó · b3 blanques torre · a2 blanques peó · d2 blanques dama · e2 blanques alfil · g2 blanques peó · h2 blanques peó · f1 blanques torre · g1 blanques rei | 7 |
| 6 | a8 negres torre · c8 negres alfil · e8 negres rei · h8 negres torre · e7 negres alfil · a6 negres peó · c6 negres peó · e6 negres peó · e5 negres peó · h5 negres peó · a4 negres dama · c4 blanques peó · e4 negres peó · b3 blanques torre · a2 blanques peó · d2 blanques dama · e2 blanques alfil · g2 blanques peó · h2 blanques peó · f1 blanques torre · g1 blanques rei | a8 negres torre · c8 negres alfil · e8 negres rei · h8 negres torre · e7 negres alfil · a6 negres peó · c6 negres peó · e6 negres peó · e5 negres peó · h5 negres peó · a4 negres dama · c4 blanques peó · e4 negres peó · b3 blanques torre · a2 blanques peó · d2 blanques dama · e2 blanques alfil · g2 blanques peó · h2 blanques peó · f1 blanques torre · g1 blanques rei | a8 negres torre · c8 negres alfil · e8 negres rei · h8 negres torre · e7 negres alfil · a6 negres peó · c6 negres peó · e6 negres peó · e5 negres peó · h5 negres peó · a4 negres dama · c4 blanques peó · e4 negres peó · b3 blanques torre · a2 blanques peó · d2 blanques dama · e2 blanques alfil · g2 blanques peó · h2 blanques peó · f1 blanques torre · g1 blanques rei | a8 negres torre · c8 negres alfil · e8 negres rei · h8 negres torre · e7 negres alfil · a6 negres peó · c6 negres peó · e6 negres peó · e5 negres peó · h5 negres peó · a4 negres dama · c4 blanques peó · e4 negres peó · b3 blanques torre · a2 blanques peó · d2 blanques dama · e2 blanques alfil · g2 blanques peó · h2 blanques peó · f1 blanques torre · g1 blanques rei | a8 negres torre · c8 negres alfil · e8 negres rei · h8 negres torre · e7 negres alfil · a6 negres peó · c6 negres peó · e6 negres peó · e5 negres peó · h5 negres peó · a4 negres dama · c4 blanques peó · e4 negres peó · b3 blanques torre · a2 blanques peó · d2 blanques dama · e2 blanques alfil · g2 blanques peó · h2 blanques peó · f1 blanques torre · g1 blanques rei | a8 negres torre · c8 negres alfil · e8 negres rei · h8 negres torre · e7 negres alfil · a6 negres peó · c6 negres peó · e6 negres peó · e5 negres peó · h5 negres peó · a4 negres dama · c4 blanques peó · e4 negres peó · b3 blanques torre · a2 blanques peó · d2 blanques dama · e2 blanques alfil · g2 blanques peó · h2 blanques peó · f1 blanques torre · g1 blanques rei | a8 negres torre · c8 negres alfil · e8 negres rei · h8 negres torre · e7 negres alfil · a6 negres peó · c6 negres peó · e6 negres peó · e5 negres peó · h5 negres peó · a4 negres dama · c4 blanques peó · e4 negres peó · b3 blanques torre · a2 blanques peó · d2 blanques dama · e2 blanques alfil · g2 blanques peó · h2 blanques peó · f1 blanques torre · g1 blanques rei | a8 negres torre · c8 negres alfil · e8 negres rei · h8 negres torre · e7 negres alfil · a6 negres peó · c6 negres peó · e6 negres peó · e5 negres peó · h5 negres peó · a4 negres dama · c4 blanques peó · e4 negres peó · b3 blanques torre · a2 blanques peó · d2 blanques dama · e2 blanques alfil · g2 blanques peó · h2 blanques peó · f1 blanques torre · g1 blanques rei | 6 |
| 5 | a8 negres torre · c8 negres alfil · e8 negres rei · h8 negres torre · e7 negres alfil · a6 negres peó · c6 negres peó · e6 negres peó · e5 negres peó · h5 negres peó · a4 negres dama · c4 blanques peó · e4 negres peó · b3 blanques torre · a2 blanques peó · d2 blanques dama · e2 blanques alfil · g2 blanques peó · h2 blanques peó · f1 blanques torre · g1 blanques rei | a8 negres torre · c8 negres alfil · e8 negres rei · h8 negres torre · e7 negres alfil · a6 negres peó · c6 negres peó · e6 negres peó · e5 negres peó · h5 negres peó · a4 negres dama · c4 blanques peó · e4 negres peó · b3 blanques torre · a2 blanques peó · d2 blanques dama · e2 blanques alfil · g2 blanques peó · h2 blanques peó · f1 blanques torre · g1 blanques rei | a8 negres torre · c8 negres alfil · e8 negres rei · h8 negres torre · e7 negres alfil · a6 negres peó · c6 negres peó · e6 negres peó · e5 negres peó · h5 negres peó · a4 negres dama · c4 blanques peó · e4 negres peó · b3 blanques torre · a2 blanques peó · d2 blanques dama · e2 blanques alfil · g2 blanques peó · h2 blanques peó · f1 blanques torre · g1 blanques rei | a8 negres torre · c8 negres alfil · e8 negres rei · h8 negres torre · e7 negres alfil · a6 negres peó · c6 negres peó · e6 negres peó · e5 negres peó · h5 negres peó · a4 negres dama · c4 blanques peó · e4 negres peó · b3 blanques torre · a2 blanques peó · d2 blanques dama · e2 blanques alfil · g2 blanques peó · h2 blanques peó · f1 blanques torre · g1 blanques rei | a8 negres torre · c8 negres alfil · e8 negres rei · h8 negres torre · e7 negres alfil · a6 negres peó · c6 negres peó · e6 negres peó · e5 negres peó · h5 negres peó · a4 negres dama · c4 blanques peó · e4 negres peó · b3 blanques torre · a2 blanques peó · d2 blanques dama · e2 blanques alfil · g2 blanques peó · h2 blanques peó · f1 blanques torre · g1 blanques rei | a8 negres torre · c8 negres alfil · e8 negres rei · h8 negres torre · e7 negres alfil · a6 negres peó · c6 negres peó · e6 negres peó · e5 negres peó · h5 negres peó · a4 negres dama · c4 blanques peó · e4 negres peó · b3 blanques torre · a2 blanques peó · d2 blanques dama · e2 blanques alfil · g2 blanques peó · h2 blanques peó · f1 blanques torre · g1 blanques rei | a8 negres torre · c8 negres alfil · e8 negres rei · h8 negres torre · e7 negres alfil · a6 negres peó · c6 negres peó · e6 negres peó · e5 negres peó · h5 negres peó · a4 negres dama · c4 blanques peó · e4 negres peó · b3 blanques torre · a2 blanques peó · d2 blanques dama · e2 blanques alfil · g2 blanques peó · h2 blanques peó · f1 blanques torre · g1 blanques rei | a8 negres torre · c8 negres alfil · e8 negres rei · h8 negres torre · e7 negres alfil · a6 negres peó · c6 negres peó · e6 negres peó · e5 negres peó · h5 negres peó · a4 negres dama · c4 blanques peó · e4 negres peó · b3 blanques torre · a2 blanques peó · d2 blanques dama · e2 blanques alfil · g2 blanques peó · h2 blanques peó · f1 blanques torre · g1 blanques rei | 5 |
| 4 | a8 negres torre · c8 negres alfil · e8 negres rei · h8 negres torre · e7 negres alfil · a6 negres peó · c6 negres peó · e6 negres peó · e5 negres peó · h5 negres peó · a4 negres dama · c4 blanques peó · e4 negres peó · b3 blanques torre · a2 blanques peó · d2 blanques dama · e2 blanques alfil · g2 blanques peó · h2 blanques peó · f1 blanques torre · g1 blanques rei | a8 negres torre · c8 negres alfil · e8 negres rei · h8 negres torre · e7 negres alfil · a6 negres peó · c6 negres peó · e6 negres peó · e5 negres peó · h5 negres peó · a4 negres dama · c4 blanques peó · e4 negres peó · b3 blanques torre · a2 blanques peó · d2 blanques dama · e2 blanques alfil · g2 blanques peó · h2 blanques peó · f1 blanques torre · g1 blanques rei | a8 negres torre · c8 negres alfil · e8 negres rei · h8 negres torre · e7 negres alfil · a6 negres peó · c6 negres peó · e6 negres peó · e5 negres peó · h5 negres peó · a4 negres dama · c4 blanques peó · e4 negres peó · b3 blanques torre · a2 blanques peó · d2 blanques dama · e2 blanques alfil · g2 blanques peó · h2 blanques peó · f1 blanques torre · g1 blanques rei | a8 negres torre · c8 negres alfil · e8 negres rei · h8 negres torre · e7 negres alfil · a6 negres peó · c6 negres peó · e6 negres peó · e5 negres peó · h5 negres peó · a4 negres dama · c4 blanques peó · e4 negres peó · b3 blanques torre · a2 blanques peó · d2 blanques dama · e2 blanques alfil · g2 blanques peó · h2 blanques peó · f1 blanques torre · g1 blanques rei | a8 negres torre · c8 negres alfil · e8 negres rei · h8 negres torre · e7 negres alfil · a6 negres peó · c6 negres peó · e6 negres peó · e5 negres peó · h5 negres peó · a4 negres dama · c4 blanques peó · e4 negres peó · b3 blanques torre · a2 blanques peó · d2 blanques dama · e2 blanques alfil · g2 blanques peó · h2 blanques peó · f1 blanques torre · g1 blanques rei | a8 negres torre · c8 negres alfil · e8 negres rei · h8 negres torre · e7 negres alfil · a6 negres peó · c6 negres peó · e6 negres peó · e5 negres peó · h5 negres peó · a4 negres dama · c4 blanques peó · e4 negres peó · b3 blanques torre · a2 blanques peó · d2 blanques dama · e2 blanques alfil · g2 blanques peó · h2 blanques peó · f1 blanques torre · g1 blanques rei | a8 negres torre · c8 negres alfil · e8 negres rei · h8 negres torre · e7 negres alfil · a6 negres peó · c6 negres peó · e6 negres peó · e5 negres peó · h5 negres peó · a4 negres dama · c4 blanques peó · e4 negres peó · b3 blanques torre · a2 blanques peó · d2 blanques dama · e2 blanques alfil · g2 blanques peó · h2 blanques peó · f1 blanques torre · g1 blanques rei | a8 negres torre · c8 negres alfil · e8 negres rei · h8 negres torre · e7 negres alfil · a6 negres peó · c6 negres peó · e6 negres peó · e5 negres peó · h5 negres peó · a4 negres dama · c4 blanques peó · e4 negres peó · b3 blanques torre · a2 blanques peó · d2 blanques dama · e2 blanques alfil · g2 blanques peó · h2 blanques peó · f1 blanques torre · g1 blanques rei | 4 |
| 3 | a8 negres torre · c8 negres alfil · e8 negres rei · h8 negres torre · e7 negres alfil · a6 negres peó · c6 negres peó · e6 negres peó · e5 negres peó · h5 negres peó · a4 negres dama · c4 blanques peó · e4 negres peó · b3 blanques torre · a2 blanques peó · d2 blanques dama · e2 blanques alfil · g2 blanques peó · h2 blanques peó · f1 blanques torre · g1 blanques rei | a8 negres torre · c8 negres alfil · e8 negres rei · h8 negres torre · e7 negres alfil · a6 negres peó · c6 negres peó · e6 negres peó · e5 negres peó · h5 negres peó · a4 negres dama · c4 blanques peó · e4 negres peó · b3 blanques torre · a2 blanques peó · d2 blanques dama · e2 blanques alfil · g2 blanques peó · h2 blanques peó · f1 blanques torre · g1 blanques rei | a8 negres torre · c8 negres alfil · e8 negres rei · h8 negres torre · e7 negres alfil · a6 negres peó · c6 negres peó · e6 negres peó · e5 negres peó · h5 negres peó · a4 negres dama · c4 blanques peó · e4 negres peó · b3 blanques torre · a2 blanques peó · d2 blanques dama · e2 blanques alfil · g2 blanques peó · h2 blanques peó · f1 blanques torre · g1 blanques rei | a8 negres torre · c8 negres alfil · e8 negres rei · h8 negres torre · e7 negres alfil · a6 negres peó · c6 negres peó · e6 negres peó · e5 negres peó · h5 negres peó · a4 negres dama · c4 blanques peó · e4 negres peó · b3 blanques torre · a2 blanques peó · d2 blanques dama · e2 blanques alfil · g2 blanques peó · h2 blanques peó · f1 blanques torre · g1 blanques rei | a8 negres torre · c8 negres alfil · e8 negres rei · h8 negres torre · e7 negres alfil · a6 negres peó · c6 negres peó · e6 negres peó · e5 negres peó · h5 negres peó · a4 negres dama · c4 blanques peó · e4 negres peó · b3 blanques torre · a2 blanques peó · d2 blanques dama · e2 blanques alfil · g2 blanques peó · h2 blanques peó · f1 blanques torre · g1 blanques rei | a8 negres torre · c8 negres alfil · e8 negres rei · h8 negres torre · e7 negres alfil · a6 negres peó · c6 negres peó · e6 negres peó · e5 negres peó · h5 negres peó · a4 negres dama · c4 blanques peó · e4 negres peó · b3 blanques torre · a2 blanques peó · d2 blanques dama · e2 blanques alfil · g2 blanques peó · h2 blanques peó · f1 blanques torre · g1 blanques rei | a8 negres torre · c8 negres alfil · e8 negres rei · h8 negres torre · e7 negres alfil · a6 negres peó · c6 negres peó · e6 negres peó · e5 negres peó · h5 negres peó · a4 negres dama · c4 blanques peó · e4 negres peó · b3 blanques torre · a2 blanques peó · d2 blanques dama · e2 blanques alfil · g2 blanques peó · h2 blanques peó · f1 blanques torre · g1 blanques rei | a8 negres torre · c8 negres alfil · e8 negres rei · h8 negres torre · e7 negres alfil · a6 negres peó · c6 negres peó · e6 negres peó · e5 negres peó · h5 negres peó · a4 negres dama · c4 blanques peó · e4 negres peó · b3 blanques torre · a2 blanques peó · d2 blanques dama · e2 blanques alfil · g2 blanques peó · h2 blanques peó · f1 blanques torre · g1 blanques rei | 3 |
| 2 | a8 negres torre · c8 negres alfil · e8 negres rei · h8 negres torre · e7 negres alfil · a6 negres peó · c6 negres peó · e6 negres peó · e5 negres peó · h5 negres peó · a4 negres dama · c4 blanques peó · e4 negres peó · b3 blanques torre · a2 blanques peó · d2 blanques dama · e2 blanques alfil · g2 blanques peó · h2 blanques peó · f1 blanques torre · g1 blanques rei | a8 negres torre · c8 negres alfil · e8 negres rei · h8 negres torre · e7 negres alfil · a6 negres peó · c6 negres peó · e6 negres peó · e5 negres peó · h5 negres peó · a4 negres dama · c4 blanques peó · e4 negres peó · b3 blanques torre · a2 blanques peó · d2 blanques dama · e2 blanques alfil · g2 blanques peó · h2 blanques peó · f1 blanques torre · g1 blanques rei | a8 negres torre · c8 negres alfil · e8 negres rei · h8 negres torre · e7 negres alfil · a6 negres peó · c6 negres peó · e6 negres peó · e5 negres peó · h5 negres peó · a4 negres dama · c4 blanques peó · e4 negres peó · b3 blanques torre · a2 blanques peó · d2 blanques dama · e2 blanques alfil · g2 blanques peó · h2 blanques peó · f1 blanques torre · g1 blanques rei | a8 negres torre · c8 negres alfil · e8 negres rei · h8 negres torre · e7 negres alfil · a6 negres peó · c6 negres peó · e6 negres peó · e5 negres peó · h5 negres peó · a4 negres dama · c4 blanques peó · e4 negres peó · b3 blanques torre · a2 blanques peó · d2 blanques dama · e2 blanques alfil · g2 blanques peó · h2 blanques peó · f1 blanques torre · g1 blanques rei | a8 negres torre · c8 negres alfil · e8 negres rei · h8 negres torre · e7 negres alfil · a6 negres peó · c6 negres peó · e6 negres peó · e5 negres peó · h5 negres peó · a4 negres dama · c4 blanques peó · e4 negres peó · b3 blanques torre · a2 blanques peó · d2 blanques dama · e2 blanques alfil · g2 blanques peó · h2 blanques peó · f1 blanques torre · g1 blanques rei | a8 negres torre · c8 negres alfil · e8 negres rei · h8 negres torre · e7 negres alfil · a6 negres peó · c6 negres peó · e6 negres peó · e5 negres peó · h5 negres peó · a4 negres dama · c4 blanques peó · e4 negres peó · b3 blanques torre · a2 blanques peó · d2 blanques dama · e2 blanques alfil · g2 blanques peó · h2 blanques peó · f1 blanques torre · g1 blanques rei | a8 negres torre · c8 negres alfil · e8 negres rei · h8 negres torre · e7 negres alfil · a6 negres peó · c6 negres peó · e6 negres peó · e5 negres peó · h5 negres peó · a4 negres dama · c4 blanques peó · e4 negres peó · b3 blanques torre · a2 blanques peó · d2 blanques dama · e2 blanques alfil · g2 blanques peó · h2 blanques peó · f1 blanques torre · g1 blanques rei | a8 negres torre · c8 negres alfil · e8 negres rei · h8 negres torre · e7 negres alfil · a6 negres peó · c6 negres peó · e6 negres peó · e5 negres peó · h5 negres peó · a4 negres dama · c4 blanques peó · e4 negres peó · b3 blanques torre · a2 blanques peó · d2 blanques dama · e2 blanques alfil · g2 blanques peó · h2 blanques peó · f1 blanques torre · g1 blanques rei | 2 |
| 1 | a8 negres torre · c8 negres alfil · e8 negres rei · h8 negres torre · e7 negres alfil · a6 negres peó · c6 negres peó · e6 negres peó · e5 negres peó · h5 negres peó · a4 negres dama · c4 blanques peó · e4 negres peó · b3 blanques torre · a2 blanques peó · d2 blanques dama · e2 blanques alfil · g2 blanques peó · h2 blanques peó · f1 blanques torre · g1 blanques rei | a8 negres torre · c8 negres alfil · e8 negres rei · h8 negres torre · e7 negres alfil · a6 negres peó · c6 negres peó · e6 negres peó · e5 negres peó · h5 negres peó · a4 negres dama · c4 blanques peó · e4 negres peó · b3 blanques torre · a2 blanques peó · d2 blanques dama · e2 blanques alfil · g2 blanques peó · h2 blanques peó · f1 blanques torre · g1 blanques rei | a8 negres torre · c8 negres alfil · e8 negres rei · h8 negres torre · e7 negres alfil · a6 negres peó · c6 negres peó · e6 negres peó · e5 negres peó · h5 negres peó · a4 negres dama · c4 blanques peó · e4 negres peó · b3 blanques torre · a2 blanques peó · d2 blanques dama · e2 blanques alfil · g2 blanques peó · h2 blanques peó · f1 blanques torre · g1 blanques rei | a8 negres torre · c8 negres alfil · e8 negres rei · h8 negres torre · e7 negres alfil · a6 negres peó · c6 negres peó · e6 negres peó · e5 negres peó · h5 negres peó · a4 negres dama · c4 blanques peó · e4 negres peó · b3 blanques torre · a2 blanques peó · d2 blanques dama · e2 blanques alfil · g2 blanques peó · h2 blanques peó · f1 blanques torre · g1 blanques rei | a8 negres torre · c8 negres alfil · e8 negres rei · h8 negres torre · e7 negres alfil · a6 negres peó · c6 negres peó · e6 negres peó · e5 negres peó · h5 negres peó · a4 negres dama · c4 blanques peó · e4 negres peó · b3 blanques torre · a2 blanques peó · d2 blanques dama · e2 blanques alfil · g2 blanques peó · h2 blanques peó · f1 blanques torre · g1 blanques rei | a8 negres torre · c8 negres alfil · e8 negres rei · h8 negres torre · e7 negres alfil · a6 negres peó · c6 negres peó · e6 negres peó · e5 negres peó · h5 negres peó · a4 negres dama · c4 blanques peó · e4 negres peó · b3 blanques torre · a2 blanques peó · d2 blanques dama · e2 blanques alfil · g2 blanques peó · h2 blanques peó · f1 blanques torre · g1 blanques rei | a8 negres torre · c8 negres alfil · e8 negres rei · h8 negres torre · e7 negres alfil · a6 negres peó · c6 negres peó · e6 negres peó · e5 negres peó · h5 negres peó · a4 negres dama · c4 blanques peó · e4 negres peó · b3 blanques torre · a2 blanques peó · d2 blanques dama · e2 blanques alfil · g2 blanques peó · h2 blanques peó · f1 blanques torre · g1 blanques rei | a8 negres torre · c8 negres alfil · e8 negres rei · h8 negres torre · e7 negres alfil · a6 negres peó · c6 negres peó · e6 negres peó · e5 negres peó · h5 negres peó · a4 negres dama · c4 blanques peó · e4 negres peó · b3 blanques torre · a2 blanques peó · d2 blanques dama · e2 blanques alfil · g2 blanques peó · h2 blanques peó · f1 blanques torre · g1 blanques rei | 1 |
|   | a | b | c | d | e | f | g | h |   |

|   | a | b | c | d | e | f | g | h |   |
| 8 | c6 negres cavall · g6 negres rei · h6 negres peó · c5 blanques peó · c4 blanques peó · d4 blanques alfil · h4 blanques rei · c3 blanques peó · c2 blanques peó | c6 negres cavall · g6 negres rei · h6 negres peó · c5 blanques peó · c4 blanques peó · d4 blanques alfil · h4 blanques rei · c3 blanques peó · c2 blanques peó | c6 negres cavall · g6 negres rei · h6 negres peó · c5 blanques peó · c4 blanques peó · d4 blanques alfil · h4 blanques rei · c3 blanques peó · c2 blanques peó | c6 negres cavall · g6 negres rei · h6 negres peó · c5 blanques peó · c4 blanques peó · d4 blanques alfil · h4 blanques rei · c3 blanques peó · c2 blanques peó | c6 negres cavall · g6 negres rei · h6 negres peó · c5 blanques peó · c4 blanques peó · d4 blanques alfil · h4 blanques rei · c3 blanques peó · c2 blanques peó | c6 negres cavall · g6 negres rei · h6 negres peó · c5 blanques peó · c4 blanques peó · d4 blanques alfil · h4 blanques rei · c3 blanques peó · c2 blanques peó | c6 negres cavall · g6 negres rei · h6 negres peó · c5 blanques peó · c4 blanques peó · d4 blanques alfil · h4 blanques rei · c3 blanques peó · c2 blanques peó | c6 negres cavall · g6 negres rei · h6 negres peó · c5 blanques peó · c4 blanques peó · d4 blanques alfil · h4 blanques rei · c3 blanques peó · c2 blanques peó | 8 |
| 7 | c6 negres cavall · g6 negres rei · h6 negres peó · c5 blanques peó · c4 blanques peó · d4 blanques alfil · h4 blanques rei · c3 blanques peó · c2 blanques peó | c6 negres cavall · g6 negres rei · h6 negres peó · c5 blanques peó · c4 blanques peó · d4 blanques alfil · h4 blanques rei · c3 blanques peó · c2 blanques peó | c6 negres cavall · g6 negres rei · h6 negres peó · c5 blanques peó · c4 blanques peó · d4 blanques alfil · h4 blanques rei · c3 blanques peó · c2 blanques peó | c6 negres cavall · g6 negres rei · h6 negres peó · c5 blanques peó · c4 blanques peó · d4 blanques alfil · h4 blanques rei · c3 blanques peó · c2 blanques peó | c6 negres cavall · g6 negres rei · h6 negres peó · c5 blanques peó · c4 blanques peó · d4 blanques alfil · h4 blanques rei · c3 blanques peó · c2 blanques peó | c6 negres cavall · g6 negres rei · h6 negres peó · c5 blanques peó · c4 blanques peó · d4 blanques alfil · h4 blanques rei · c3 blanques peó · c2 blanques peó | c6 negres cavall · g6 negres rei · h6 negres peó · c5 blanques peó · c4 blanques peó · d4 blanques alfil · h4 blanques rei · c3 blanques peó · c2 blanques peó | c6 negres cavall · g6 negres rei · h6 negres peó · c5 blanques peó · c4 blanques peó · d4 blanques alfil · h4 blanques rei · c3 blanques peó · c2 blanques peó | 7 |
| 6 | c6 negres cavall · g6 negres rei · h6 negres peó · c5 blanques peó · c4 blanques peó · d4 blanques alfil · h4 blanques rei · c3 blanques peó · c2 blanques peó | c6 negres cavall · g6 negres rei · h6 negres peó · c5 blanques peó · c4 blanques peó · d4 blanques alfil · h4 blanques rei · c3 blanques peó · c2 blanques peó | c6 negres cavall · g6 negres rei · h6 negres peó · c5 blanques peó · c4 blanques peó · d4 blanques alfil · h4 blanques rei · c3 blanques peó · c2 blanques peó | c6 negres cavall · g6 negres rei · h6 negres peó · c5 blanques peó · c4 blanques peó · d4 blanques alfil · h4 blanques rei · c3 blanques peó · c2 blanques peó | c6 negres cavall · g6 negres rei · h6 negres peó · c5 blanques peó · c4 blanques peó · d4 blanques alfil · h4 blanques rei · c3 blanques peó · c2 blanques peó | c6 negres cavall · g6 negres rei · h6 negres peó · c5 blanques peó · c4 blanques peó · d4 blanques alfil · h4 blanques rei · c3 blanques peó · c2 blanques peó | c6 negres cavall · g6 negres rei · h6 negres peó · c5 blanques peó · c4 blanques peó · d4 blanques alfil · h4 blanques rei · c3 blanques peó · c2 blanques peó | c6 negres cavall · g6 negres rei · h6 negres peó · c5 blanques peó · c4 blanques peó · d4 blanques alfil · h4 blanques rei · c3 blanques peó · c2 blanques peó | 6 |
| 5 | c6 negres cavall · g6 negres rei · h6 negres peó · c5 blanques peó · c4 blanques peó · d4 blanques alfil · h4 blanques rei · c3 blanques peó · c2 blanques peó | c6 negres cavall · g6 negres rei · h6 negres peó · c5 blanques peó · c4 blanques peó · d4 blanques alfil · h4 blanques rei · c3 blanques peó · c2 blanques peó | c6 negres cavall · g6 negres rei · h6 negres peó · c5 blanques peó · c4 blanques peó · d4 blanques alfil · h4 blanques rei · c3 blanques peó · c2 blanques peó | c6 negres cavall · g6 negres rei · h6 negres peó · c5 blanques peó · c4 blanques peó · d4 blanques alfil · h4 blanques rei · c3 blanques peó · c2 blanques peó | c6 negres cavall · g6 negres rei · h6 negres peó · c5 blanques peó · c4 blanques peó · d4 blanques alfil · h4 blanques rei · c3 blanques peó · c2 blanques peó | c6 negres cavall · g6 negres rei · h6 negres peó · c5 blanques peó · c4 blanques peó · d4 blanques alfil · h4 blanques rei · c3 blanques peó · c2 blanques peó | c6 negres cavall · g6 negres rei · h6 negres peó · c5 blanques peó · c4 blanques peó · d4 blanques alfil · h4 blanques rei · c3 blanques peó · c2 blanques peó | c6 negres cavall · g6 negres rei · h6 negres peó · c5 blanques peó · c4 blanques peó · d4 blanques alfil · h4 blanques rei · c3 blanques peó · c2 blanques peó | 5 |
| 4 | c6 negres cavall · g6 negres rei · h6 negres peó · c5 blanques peó · c4 blanques peó · d4 blanques alfil · h4 blanques rei · c3 blanques peó · c2 blanques peó | c6 negres cavall · g6 negres rei · h6 negres peó · c5 blanques peó · c4 blanques peó · d4 blanques alfil · h4 blanques rei · c3 blanques peó · c2 blanques peó | c6 negres cavall · g6 negres rei · h6 negres peó · c5 blanques peó · c4 blanques peó · d4 blanques alfil · h4 blanques rei · c3 blanques peó · c2 blanques peó | c6 negres cavall · g6 negres rei · h6 negres peó · c5 blanques peó · c4 blanques peó · d4 blanques alfil · h4 blanques rei · c3 blanques peó · c2 blanques peó | c6 negres cavall · g6 negres rei · h6 negres peó · c5 blanques peó · c4 blanques peó · d4 blanques alfil · h4 blanques rei · c3 blanques peó · c2 blanques peó | c6 negres cavall · g6 negres rei · h6 negres peó · c5 blanques peó · c4 blanques peó · d4 blanques alfil · h4 blanques rei · c3 blanques peó · c2 blanques peó | c6 negres cavall · g6 negres rei · h6 negres peó · c5 blanques peó · c4 blanques peó · d4 blanques alfil · h4 blanques rei · c3 blanques peó · c2 blanques peó | c6 negres cavall · g6 negres rei · h6 negres peó · c5 blanques peó · c4 blanques peó · d4 blanques alfil · h4 blanques rei · c3 blanques peó · c2 blanques peó | 4 |
| 3 | c6 negres cavall · g6 negres rei · h6 negres peó · c5 blanques peó · c4 blanques peó · d4 blanques alfil · h4 blanques rei · c3 blanques peó · c2 blanques peó | c6 negres cavall · g6 negres rei · h6 negres peó · c5 blanques peó · c4 blanques peó · d4 blanques alfil · h4 blanques rei · c3 blanques peó · c2 blanques peó | c6 negres cavall · g6 negres rei · h6 negres peó · c5 blanques peó · c4 blanques peó · d4 blanques alfil · h4 blanques rei · c3 blanques peó · c2 blanques peó | c6 negres cavall · g6 negres rei · h6 negres peó · c5 blanques peó · c4 blanques peó · d4 blanques alfil · h4 blanques rei · c3 blanques peó · c2 blanques peó | c6 negres cavall · g6 negres rei · h6 negres peó · c5 blanques peó · c4 blanques peó · d4 blanques alfil · h4 blanques rei · c3 blanques peó · c2 blanques peó | c6 negres cavall · g6 negres rei · h6 negres peó · c5 blanques peó · c4 blanques peó · d4 blanques alfil · h4 blanques rei · c3 blanques peó · c2 blanques peó | c6 negres cavall · g6 negres rei · h6 negres peó · c5 blanques peó · c4 blanques peó · d4 blanques alfil · h4 blanques rei · c3 blanques peó · c2 blanques peó | c6 negres cavall · g6 negres rei · h6 negres peó · c5 blanques peó · c4 blanques peó · d4 blanques alfil · h4 blanques rei · c3 blanques peó · c2 blanques peó | 3 |
| 2 | c6 negres cavall · g6 negres rei · h6 negres peó · c5 blanques peó · c4 blanques peó · d4 blanques alfil · h4 blanques rei · c3 blanques peó · c2 blanques peó | c6 negres cavall · g6 negres rei · h6 negres peó · c5 blanques peó · c4 blanques peó · d4 blanques alfil · h4 blanques rei · c3 blanques peó · c2 blanques peó | c6 negres cavall · g6 negres rei · h6 negres peó · c5 blanques peó · c4 blanques peó · d4 blanques alfil · h4 blanques rei · c3 blanques peó · c2 blanques peó | c6 negres cavall · g6 negres rei · h6 negres peó · c5 blanques peó · c4 blanques peó · d4 blanques alfil · h4 blanques rei · c3 blanques peó · c2 blanques peó | c6 negres cavall · g6 negres rei · h6 negres peó · c5 blanques peó · c4 blanques peó · d4 blanques alfil · h4 blanques rei · c3 blanques peó · c2 blanques peó | c6 negres cavall · g6 negres rei · h6 negres peó · c5 blanques peó · c4 blanques peó · d4 blanques alfil · h4 blanques rei · c3 blanques peó · c2 blanques peó | c6 negres cavall · g6 negres rei · h6 negres peó · c5 blanques peó · c4 blanques peó · d4 blanques alfil · h4 blanques rei · c3 blanques peó · c2 blanques peó | c6 negres cavall · g6 negres rei · h6 negres peó · c5 blanques peó · c4 blanques peó · d4 blanques alfil · h4 blanques rei · c3 blanques peó · c2 blanques peó | 2 |
| 1 | c6 negres cavall · g6 negres rei · h6 negres peó · c5 blanques peó · c4 blanques peó · d4 blanques alfil · h4 blanques rei · c3 blanques peó · c2 blanques peó | c6 negres cavall · g6 negres rei · h6 negres peó · c5 blanques peó · c4 blanques peó · d4 blanques alfil · h4 blanques rei · c3 blanques peó · c2 blanques peó | c6 negres cavall · g6 negres rei · h6 negres peó · c5 blanques peó · c4 blanques peó · d4 blanques alfil · h4 blanques rei · c3 blanques peó · c2 blanques peó | c6 negres cavall · g6 negres rei · h6 negres peó · c5 blanques peó · c4 blanques peó · d4 blanques alfil · h4 blanques rei · c3 blanques peó · c2 blanques peó | c6 negres cavall · g6 negres rei · h6 negres peó · c5 blanques peó · c4 blanques peó · d4 blanques alfil · h4 blanques rei · c3 blanques peó · c2 blanques peó | c6 negres cavall · g6 negres rei · h6 negres peó · c5 blanques peó · c4 blanques peó · d4 blanques alfil · h4 blanques rei · c3 blanques peó · c2 blanques peó | c6 negres cavall · g6 negres rei · h6 negres peó · c5 blanques peó · c4 blanques peó · d4 blanques alfil · h4 blanques rei · c3 blanques peó · c2 blanques peó | c6 negres cavall · g6 negres rei · h6 negres peó · c5 blanques peó · c4 blanques peó · d4 blanques alfil · h4 blanques rei · c3 blanques peó · c2 blanques peó | 1 |
|   | a | b | c | d | e | f | g | h |   |

Hom pot tenir peons triplicats (o més). El primer diagrama mostra una posició d'una partida de Lubomir Kavalek contra Bobby Fischer al torneig Interzonal de Sousse de 1967. Els peons van romandre triplicats al final de la partida en el moviment 28, que acabà en (taules).
Es va arribar a una posició amb peons quadruplicats en la partida Aleksandr Alekhin contra Vladímir Nenarokov el 1907, també a John van der Wiel contra Vlastimil Hort el 1981, i en altres partides. El cas en què els peons quadruplicats es van mantenir durant més estona fou a la partida Kovacs contra Barth el 1994, durant 23 moviments. La posició final va ser taules, cosa que demostra la debilitat dels peons extra (vegeu el diagrama).

## Tipus de peons doblats
|   | a | b | c | d | e | f | g | h |   |
| 8 | b7 negres peó · a6 negres peó · e6 negres peó · f6 negres peó · h6 negres peó · b3 blanques peó · c3 blanques peó · f3 blanques peó · h3 blanques peó · b2 blanques peó · f2 blanques peó · h2 blanques peó | b7 negres peó · a6 negres peó · e6 negres peó · f6 negres peó · h6 negres peó · b3 blanques peó · c3 blanques peó · f3 blanques peó · h3 blanques peó · b2 blanques peó · f2 blanques peó · h2 blanques peó | b7 negres peó · a6 negres peó · e6 negres peó · f6 negres peó · h6 negres peó · b3 blanques peó · c3 blanques peó · f3 blanques peó · h3 blanques peó · b2 blanques peó · f2 blanques peó · h2 blanques peó | b7 negres peó · a6 negres peó · e6 negres peó · f6 negres peó · h6 negres peó · b3 blanques peó · c3 blanques peó · f3 blanques peó · h3 blanques peó · b2 blanques peó · f2 blanques peó · h2 blanques peó | b7 negres peó · a6 negres peó · e6 negres peó · f6 negres peó · h6 negres peó · b3 blanques peó · c3 blanques peó · f3 blanques peó · h3 blanques peó · b2 blanques peó · f2 blanques peó · h2 blanques peó | b7 negres peó · a6 negres peó · e6 negres peó · f6 negres peó · h6 negres peó · b3 blanques peó · c3 blanques peó · f3 blanques peó · h3 blanques peó · b2 blanques peó · f2 blanques peó · h2 blanques peó | b7 negres peó · a6 negres peó · e6 negres peó · f6 negres peó · h6 negres peó · b3 blanques peó · c3 blanques peó · f3 blanques peó · h3 blanques peó · b2 blanques peó · f2 blanques peó · h2 blanques peó | b7 negres peó · a6 negres peó · e6 negres peó · f6 negres peó · h6 negres peó · b3 blanques peó · c3 blanques peó · f3 blanques peó · h3 blanques peó · b2 blanques peó · f2 blanques peó · h2 blanques peó | 8 |
| 7 | b7 negres peó · a6 negres peó · e6 negres peó · f6 negres peó · h6 negres peó · b3 blanques peó · c3 blanques peó · f3 blanques peó · h3 blanques peó · b2 blanques peó · f2 blanques peó · h2 blanques peó | b7 negres peó · a6 negres peó · e6 negres peó · f6 negres peó · h6 negres peó · b3 blanques peó · c3 blanques peó · f3 blanques peó · h3 blanques peó · b2 blanques peó · f2 blanques peó · h2 blanques peó | b7 negres peó · a6 negres peó · e6 negres peó · f6 negres peó · h6 negres peó · b3 blanques peó · c3 blanques peó · f3 blanques peó · h3 blanques peó · b2 blanques peó · f2 blanques peó · h2 blanques peó | b7 negres peó · a6 negres peó · e6 negres peó · f6 negres peó · h6 negres peó · b3 blanques peó · c3 blanques peó · f3 blanques peó · h3 blanques peó · b2 blanques peó · f2 blanques peó · h2 blanques peó | b7 negres peó · a6 negres peó · e6 negres peó · f6 negres peó · h6 negres peó · b3 blanques peó · c3 blanques peó · f3 blanques peó · h3 blanques peó · b2 blanques peó · f2 blanques peó · h2 blanques peó | b7 negres peó · a6 negres peó · e6 negres peó · f6 negres peó · h6 negres peó · b3 blanques peó · c3 blanques peó · f3 blanques peó · h3 blanques peó · b2 blanques peó · f2 blanques peó · h2 blanques peó | b7 negres peó · a6 negres peó · e6 negres peó · f6 negres peó · h6 negres peó · b3 blanques peó · c3 blanques peó · f3 blanques peó · h3 blanques peó · b2 blanques peó · f2 blanques peó · h2 blanques peó | b7 negres peó · a6 negres peó · e6 negres peó · f6 negres peó · h6 negres peó · b3 blanques peó · c3 blanques peó · f3 blanques peó · h3 blanques peó · b2 blanques peó · f2 blanques peó · h2 blanques peó | 7 |
| 6 | b7 negres peó · a6 negres peó · e6 negres peó · f6 negres peó · h6 negres peó · b3 blanques peó · c3 blanques peó · f3 blanques peó · h3 blanques peó · b2 blanques peó · f2 blanques peó · h2 blanques peó | b7 negres peó · a6 negres peó · e6 negres peó · f6 negres peó · h6 negres peó · b3 blanques peó · c3 blanques peó · f3 blanques peó · h3 blanques peó · b2 blanques peó · f2 blanques peó · h2 blanques peó | b7 negres peó · a6 negres peó · e6 negres peó · f6 negres peó · h6 negres peó · b3 blanques peó · c3 blanques peó · f3 blanques peó · h3 blanques peó · b2 blanques peó · f2 blanques peó · h2 blanques peó | b7 negres peó · a6 negres peó · e6 negres peó · f6 negres peó · h6 negres peó · b3 blanques peó · c3 blanques peó · f3 blanques peó · h3 blanques peó · b2 blanques peó · f2 blanques peó · h2 blanques peó | b7 negres peó · a6 negres peó · e6 negres peó · f6 negres peó · h6 negres peó · b3 blanques peó · c3 blanques peó · f3 blanques peó · h3 blanques peó · b2 blanques peó · f2 blanques peó · h2 blanques peó | b7 negres peó · a6 negres peó · e6 negres peó · f6 negres peó · h6 negres peó · b3 blanques peó · c3 blanques peó · f3 blanques peó · h3 blanques peó · b2 blanques peó · f2 blanques peó · h2 blanques peó | b7 negres peó · a6 negres peó · e6 negres peó · f6 negres peó · h6 negres peó · b3 blanques peó · c3 blanques peó · f3 blanques peó · h3 blanques peó · b2 blanques peó · f2 blanques peó · h2 blanques peó | b7 negres peó · a6 negres peó · e6 negres peó · f6 negres peó · h6 negres peó · b3 blanques peó · c3 blanques peó · f3 blanques peó · h3 blanques peó · b2 blanques peó · f2 blanques peó · h2 blanques peó | 6 |
| 5 | b7 negres peó · a6 negres peó · e6 negres peó · f6 negres peó · h6 negres peó · b3 blanques peó · c3 blanques peó · f3 blanques peó · h3 blanques peó · b2 blanques peó · f2 blanques peó · h2 blanques peó | b7 negres peó · a6 negres peó · e6 negres peó · f6 negres peó · h6 negres peó · b3 blanques peó · c3 blanques peó · f3 blanques peó · h3 blanques peó · b2 blanques peó · f2 blanques peó · h2 blanques peó | b7 negres peó · a6 negres peó · e6 negres peó · f6 negres peó · h6 negres peó · b3 blanques peó · c3 blanques peó · f3 blanques peó · h3 blanques peó · b2 blanques peó · f2 blanques peó · h2 blanques peó | b7 negres peó · a6 negres peó · e6 negres peó · f6 negres peó · h6 negres peó · b3 blanques peó · c3 blanques peó · f3 blanques peó · h3 blanques peó · b2 blanques peó · f2 blanques peó · h2 blanques peó | b7 negres peó · a6 negres peó · e6 negres peó · f6 negres peó · h6 negres peó · b3 blanques peó · c3 blanques peó · f3 blanques peó · h3 blanques peó · b2 blanques peó · f2 blanques peó · h2 blanques peó | b7 negres peó · a6 negres peó · e6 negres peó · f6 negres peó · h6 negres peó · b3 blanques peó · c3 blanques peó · f3 blanques peó · h3 blanques peó · b2 blanques peó · f2 blanques peó · h2 blanques peó | b7 negres peó · a6 negres peó · e6 negres peó · f6 negres peó · h6 negres peó · b3 blanques peó · c3 blanques peó · f3 blanques peó · h3 blanques peó · b2 blanques peó · f2 blanques peó · h2 blanques peó | b7 negres peó · a6 negres peó · e6 negres peó · f6 negres peó · h6 negres peó · b3 blanques peó · c3 blanques peó · f3 blanques peó · h3 blanques peó · b2 blanques peó · f2 blanques peó · h2 blanques peó | 5 |
| 4 | b7 negres peó · a6 negres peó · e6 negres peó · f6 negres peó · h6 negres peó · b3 blanques peó · c3 blanques peó · f3 blanques peó · h3 blanques peó · b2 blanques peó · f2 blanques peó · h2 blanques peó | b7 negres peó · a6 negres peó · e6 negres peó · f6 negres peó · h6 negres peó · b3 blanques peó · c3 blanques peó · f3 blanques peó · h3 blanques peó · b2 blanques peó · f2 blanques peó · h2 blanques peó | b7 negres peó · a6 negres peó · e6 negres peó · f6 negres peó · h6 negres peó · b3 blanques peó · c3 blanques peó · f3 blanques peó · h3 blanques peó · b2 blanques peó · f2 blanques peó · h2 blanques peó | b7 negres peó · a6 negres peó · e6 negres peó · f6 negres peó · h6 negres peó · b3 blanques peó · c3 blanques peó · f3 blanques peó · h3 blanques peó · b2 blanques peó · f2 blanques peó · h2 blanques peó | b7 negres peó · a6 negres peó · e6 negres peó · f6 negres peó · h6 negres peó · b3 blanques peó · c3 blanques peó · f3 blanques peó · h3 blanques peó · b2 blanques peó · f2 blanques peó · h2 blanques peó | b7 negres peó · a6 negres peó · e6 negres peó · f6 negres peó · h6 negres peó · b3 blanques peó · c3 blanques peó · f3 blanques peó · h3 blanques peó · b2 blanques peó · f2 blanques peó · h2 blanques peó | b7 negres peó · a6 negres peó · e6 negres peó · f6 negres peó · h6 negres peó · b3 blanques peó · c3 blanques peó · f3 blanques peó · h3 blanques peó · b2 blanques peó · f2 blanques peó · h2 blanques peó | b7 negres peó · a6 negres peó · e6 negres peó · f6 negres peó · h6 negres peó · b3 blanques peó · c3 blanques peó · f3 blanques peó · h3 blanques peó · b2 blanques peó · f2 blanques peó · h2 blanques peó | 4 |
| 3 | b7 negres peó · a6 negres peó · e6 negres peó · f6 negres peó · h6 negres peó · b3 blanques peó · c3 blanques peó · f3 blanques peó · h3 blanques peó · b2 blanques peó · f2 blanques peó · h2 blanques peó | b7 negres peó · a6 negres peó · e6 negres peó · f6 negres peó · h6 negres peó · b3 blanques peó · c3 blanques peó · f3 blanques peó · h3 blanques peó · b2 blanques peó · f2 blanques peó · h2 blanques peó | b7 negres peó · a6 negres peó · e6 negres peó · f6 negres peó · h6 negres peó · b3 blanques peó · c3 blanques peó · f3 blanques peó · h3 blanques peó · b2 blanques peó · f2 blanques peó · h2 blanques peó | b7 negres peó · a6 negres peó · e6 negres peó · f6 negres peó · h6 negres peó · b3 blanques peó · c3 blanques peó · f3 blanques peó · h3 blanques peó · b2 blanques peó · f2 blanques peó · h2 blanques peó | b7 negres peó · a6 negres peó · e6 negres peó · f6 negres peó · h6 negres peó · b3 blanques peó · c3 blanques peó · f3 blanques peó · h3 blanques peó · b2 blanques peó · f2 blanques peó · h2 blanques peó | b7 negres peó · a6 negres peó · e6 negres peó · f6 negres peó · h6 negres peó · b3 blanques peó · c3 blanques peó · f3 blanques peó · h3 blanques peó · b2 blanques peó · f2 blanques peó · h2 blanques peó | b7 negres peó · a6 negres peó · e6 negres peó · f6 negres peó · h6 negres peó · b3 blanques peó · c3 blanques peó · f3 blanques peó · h3 blanques peó · b2 blanques peó · f2 blanques peó · h2 blanques peó | b7 negres peó · a6 negres peó · e6 negres peó · f6 negres peó · h6 negres peó · b3 blanques peó · c3 blanques peó · f3 blanques peó · h3 blanques peó · b2 blanques peó · f2 blanques peó · h2 blanques peó | 3 |
| 2 | b7 negres peó · a6 negres peó · e6 negres peó · f6 negres peó · h6 negres peó · b3 blanques peó · c3 blanques peó · f3 blanques peó · h3 blanques peó · b2 blanques peó · f2 blanques peó · h2 blanques peó | b7 negres peó · a6 negres peó · e6 negres peó · f6 negres peó · h6 negres peó · b3 blanques peó · c3 blanques peó · f3 blanques peó · h3 blanques peó · b2 blanques peó · f2 blanques peó · h2 blanques peó | b7 negres peó · a6 negres peó · e6 negres peó · f6 negres peó · h6 negres peó · b3 blanques peó · c3 blanques peó · f3 blanques peó · h3 blanques peó · b2 blanques peó · f2 blanques peó · h2 blanques peó | b7 negres peó · a6 negres peó · e6 negres peó · f6 negres peó · h6 negres peó · b3 blanques peó · c3 blanques peó · f3 blanques peó · h3 blanques peó · b2 blanques peó · f2 blanques peó · h2 blanques peó | b7 negres peó · a6 negres peó · e6 negres peó · f6 negres peó · h6 negres peó · b3 blanques peó · c3 blanques peó · f3 blanques peó · h3 blanques peó · b2 blanques peó · f2 blanques peó · h2 blanques peó | b7 negres peó · a6 negres peó · e6 negres peó · f6 negres peó · h6 negres peó · b3 blanques peó · c3 blanques peó · f3 blanques peó · h3 blanques peó · b2 blanques peó · f2 blanques peó · h2 blanques peó | b7 negres peó · a6 negres peó · e6 negres peó · f6 negres peó · h6 negres peó · b3 blanques peó · c3 blanques peó · f3 blanques peó · h3 blanques peó · b2 blanques peó · f2 blanques peó · h2 blanques peó | b7 negres peó · a6 negres peó · e6 negres peó · f6 negres peó · h6 negres peó · b3 blanques peó · c3 blanques peó · f3 blanques peó · h3 blanques peó · b2 blanques peó · f2 blanques peó · h2 blanques peó | 2 |
| 1 | b7 negres peó · a6 negres peó · e6 negres peó · f6 negres peó · h6 negres peó · b3 blanques peó · c3 blanques peó · f3 blanques peó · h3 blanques peó · b2 blanques peó · f2 blanques peó · h2 blanques peó | b7 negres peó · a6 negres peó · e6 negres peó · f6 negres peó · h6 negres peó · b3 blanques peó · c3 blanques peó · f3 blanques peó · h3 blanques peó · b2 blanques peó · f2 blanques peó · h2 blanques peó | b7 negres peó · a6 negres peó · e6 negres peó · f6 negres peó · h6 negres peó · b3 blanques peó · c3 blanques peó · f3 blanques peó · h3 blanques peó · b2 blanques peó · f2 blanques peó · h2 blanques peó | b7 negres peó · a6 negres peó · e6 negres peó · f6 negres peó · h6 negres peó · b3 blanques peó · c3 blanques peó · f3 blanques peó · h3 blanques peó · b2 blanques peó · f2 blanques peó · h2 blanques peó | b7 negres peó · a6 negres peó · e6 negres peó · f6 negres peó · h6 negres peó · b3 blanques peó · c3 blanques peó · f3 blanques peó · h3 blanques peó · b2 blanques peó · f2 blanques peó · h2 blanques peó | b7 negres peó · a6 negres peó · e6 negres peó · f6 negres peó · h6 negres peó · b3 blanques peó · c3 blanques peó · f3 blanques peó · h3 blanques peó · b2 blanques peó · f2 blanques peó · h2 blanques peó | b7 negres peó · a6 negres peó · e6 negres peó · f6 negres peó · h6 negres peó · b3 blanques peó · c3 blanques peó · f3 blanques peó · h3 blanques peó · b2 blanques peó · f2 blanques peó · h2 blanques peó | b7 negres peó · a6 negres peó · e6 negres peó · f6 negres peó · h6 negres peó · b3 blanques peó · c3 blanques peó · f3 blanques peó · h3 blanques peó · b2 blanques peó · f2 blanques peó · h2 blanques peó | 1 |
|   | a | b | c | d | e | f | g | h |   |

Hi ha diferents tipus de peons doblats, (vegeu el diagrama). Un peó doblat és feble a causa de tres consideracions:
1. Manca de mobilitat
2. Impossibilitat d'actuar com un peó normal
3. Probabilitat que no pugui canviar-se per un peó normal oposat

Els peons doblats a la columna b estan en la millor situació, ja que no estan aïllats. Els peons de la columna f són els següents quant a situació, ja que estan aïllats però un d'ells pot ser canviat pel peó negre de la columna e, cosa que els desdoblaria. Els peons de la columna h són els que estan en pitjor situació, ja que tenen un sol peó al davant, de manera que el segon peó té poc o cap valor. (Berliner 1999:18–20). Vegeu al respecte valor relatiu de les peces d'escacs.